# Grammonota
Grammonota är ett släkte av spindlar. Grammonota ingår i familjen täckvävarspindlar.

## Dottertaxa tillGrammonota, i alfabetisk ordning[1]
- Grammonota angusta
- Grammonota barnesi
- Grammonota calcarata
- Grammonota capitata
- Grammonota chamberlini
- Grammonota coloradensis
- Grammonota culebra
- Grammonota dalunda
- Grammonota dubia
- Grammonota electa
- Grammonota emertoni
- Grammonota gentilis
- Grammonota gigas
- Grammonota innota
- Grammonota inornata
- Grammonota insana
- Grammonota inusiata
- Grammonota jamaicensis
- Grammonota kincaidi
- Grammonota lutacola
- Grammonota maculata
- Grammonota maritima
- Grammonota nigriceps
- Grammonota nigrifrons
- Grammonota ornata
- Grammonota pallipes
- Grammonota pergrata
- Grammonota pictilis
- Grammonota salicicola
- Grammonota samariensis
- Grammonota secata
- Grammonota semipallida
- Grammonota subarctica
- Grammonota suspiciosa
- Grammonota tabuna
- Grammonota teresta
- Grammonota texana
- Grammonota trivittata
- Grammonota vittata
- Grammonota zephyra